# Harde schijf

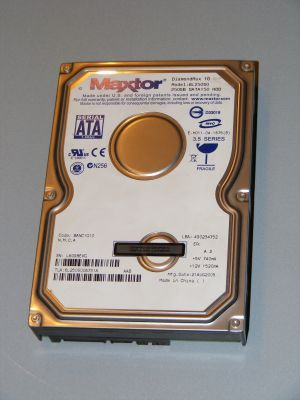
Een harde schijf van Maxtor.

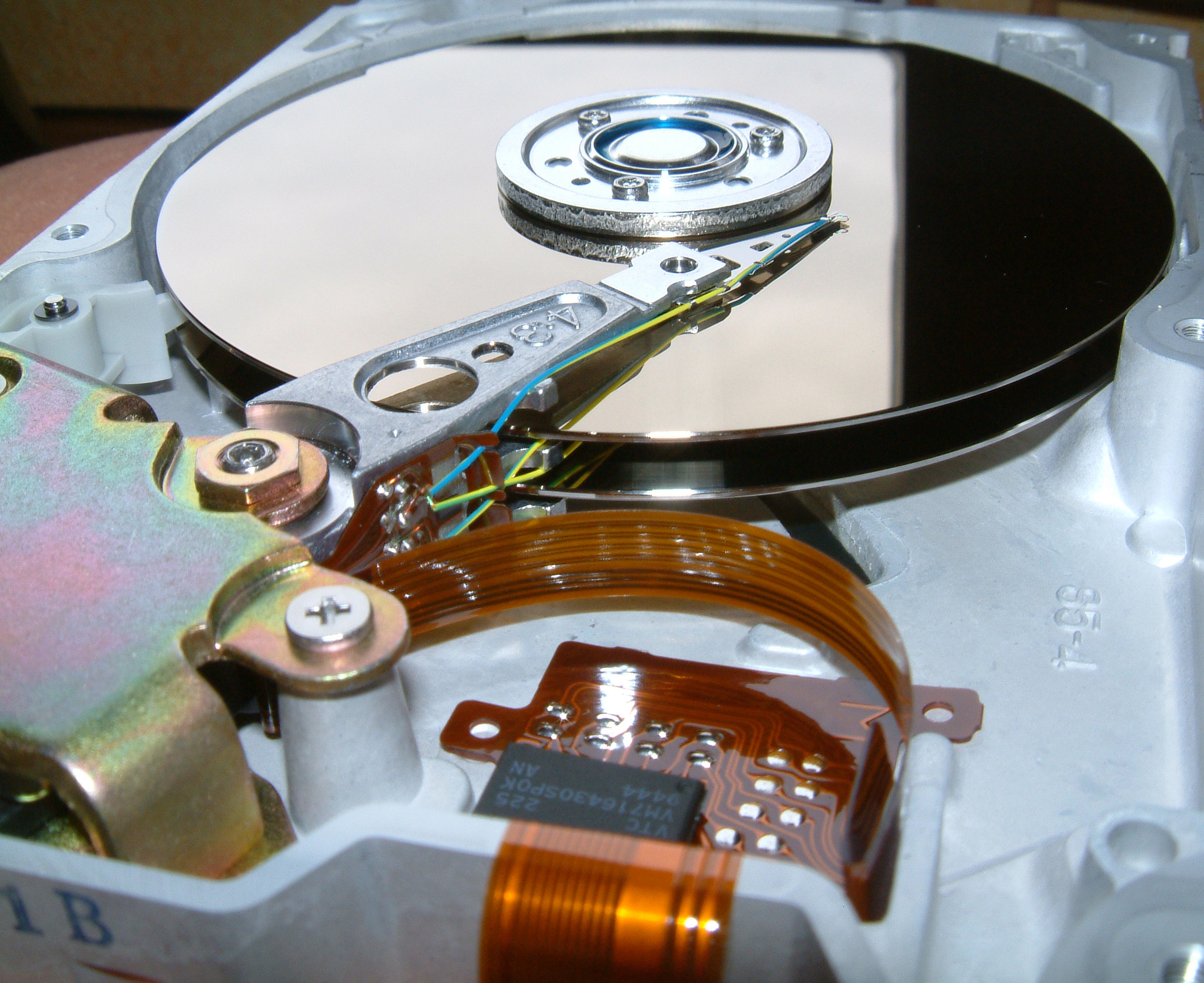
Opengewerkte schijf van Quantum.

Een harde schijf, van het Engelse hard disk drive of HDD, is een vorm van extern geheugen, een elektromechanisch computeronderdeel waarop gegevens bewaard kunnen worden. Met de aanduiding harde schijf kan men de eigenlijke schijf bedoelen, waarop in de vorm van magnetische polarisatie de gegevens zijn geschreven, maar meestal bedoelt men het hele apparaat met schijven, lees- en schrijfkoppen en besturingselektronica, samen in een behuizing. In IT-documentatie wordt de term vaste schijf gebruikt, omdat de schijf vast in de computer gemonteerd wordt. De gegevens zijn permanent, in tegenstelling tot het vluchtige random-access memory (RAM), en blijven ook bewaard als de computer uit staat. Een harde schijf is tegenwoordig altijd voorzien van een besturingseenheid, de controller. Dit is een elektronische schakeling die de toegang tot de data op de schijf regelt.
Anno 2018 zijn er wereldwijd slechts drie grote fabrikanten van harde schijven, dit zijn Seagate (40%), Western Digital (37%) en Toshiba (23%).

## Geschiedenis

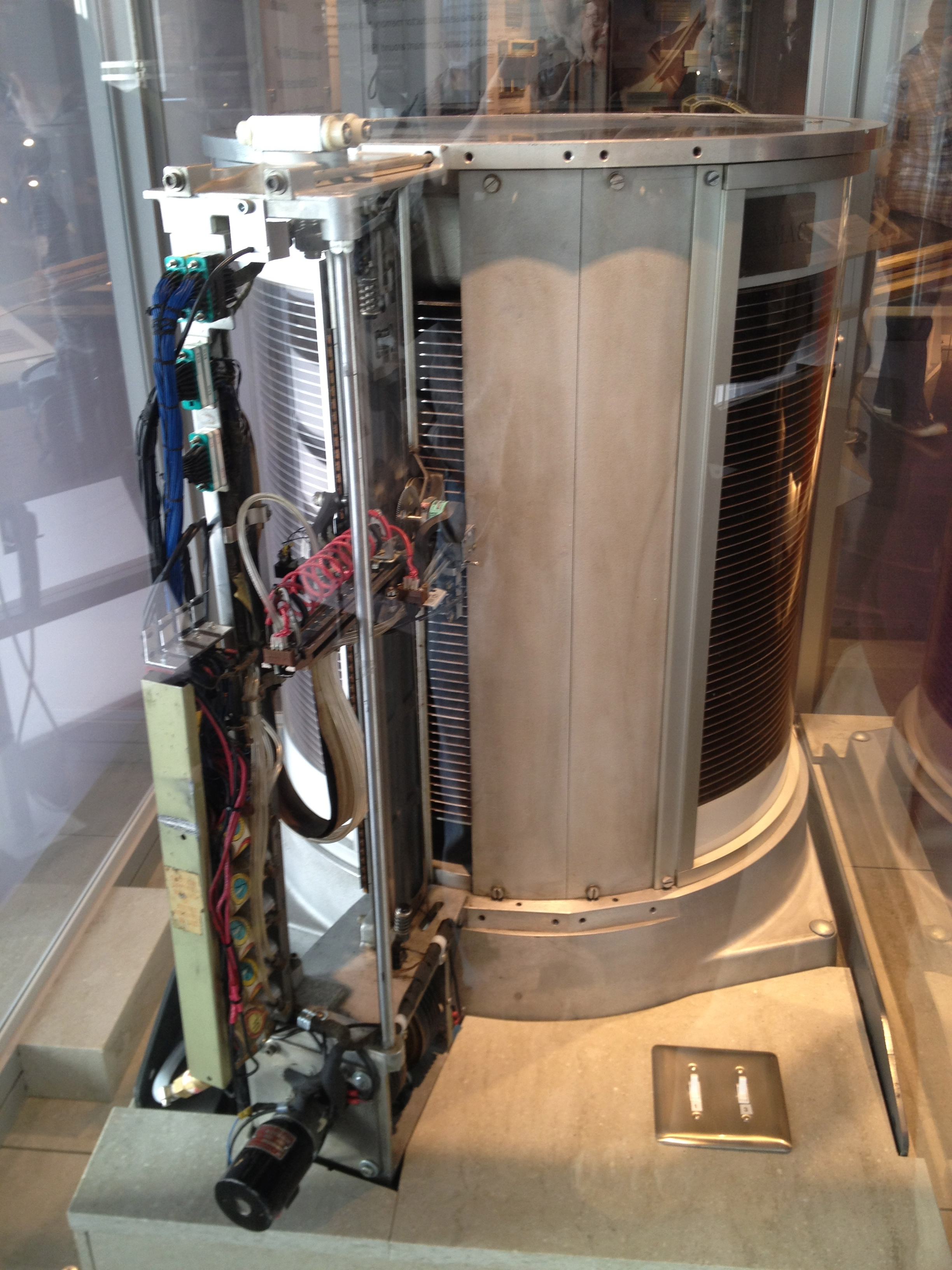
De RAMAC buiten zijn behuizing, was de eerste harde schijf, door IBM geproduceerd.

Het gebruik van ferromagnetisme voor het opslaan van geluid, de voorloper van de latere magneetbanden, was al uitgevonden in 1898 (telegrafoon); maar pas in 1947 kreeg magnetisch computergeheugen enige aandacht. Een van de eerste voorbeelden was een trommelgeheugen, ontwikkeld aan de Universiteit van Californië te Berkeley. De trommel bestond uit een aluminiumbuis van 8 duim (20 cm) diameter en 20 duim (50 cm) lang, bedekt met een dun laagje ijzeroxide, verticaal gemonteerd en rechtstreeks gekoppeld aan een elektromotor van 3600 omwentelingen per minuut. Langs de cilinder waren 50 lees/schrijfkoppen gemonteerd, wat een totale capaciteit van ongeveer 500.000 bits opleverde.
Vanaf de jaren 1950 won de ringkern (een ring van ferriet) de voorkeur als geheugenelement. Wegens de persistentie van ferromagnetisme was er daarbij geen onderscheid tussen intern en secundair computergeheugen. Pas na de beschikbaarheid van goedkope transistoren werd magnetisch geheugen verdrongen naar de rol van secundair, permanent geheugen.
De ontwikkeling van de harde schijf kwam in een stroomversnelling toen IBM in mei 1955 een product aankondigde met de ongehoorde capaciteit van 5 miljoen karakters van 7 bits. Een belangrijk nadeel van dit ontwerp was dat de lees/schrijfkoppen in contact stonden met de schijven, wat zowel de kop als de schijf deed slijten. Reeds tussen 1952 en 1954 was een ingenieursteam onder leiding van R. Johnson tot het besef gekomen dat, mits het juiste ontwerp, de koppen op een afstand van de schijf konden opgehangen worden.
Op 13 september 1956 introduceerde IBM dan de eerste harde schijf met contactloze koppen: Random Access Method of Accounting and Control. De RAMAC bestond uit 50 gestapelde magnetische schijven met een diameter van 61 cm (24 inch). Er waren twee speelkoppen. De totale capaciteit van deze schijf was 5 MB.
Sinds de introductie van de RAMAC groeide elk jaar de opslagcapaciteit van harde schijven, terwijl ze steeds kleiner werden.
De prijs van harde schijven is in de loop der jaren drastisch gedaald. Ter illustratie, een advies van het Nederlandse Ministerie van OCW aan de Bibliotheekraad uit 1980 over automatisering van de gegevensopslag noemt een prijs van rond de 200 gulden (ongeveer 90 euro) per megabyte. Eind 2013 kostte een harde schijf van 2 terabyte (2.000.000 megabyte) ongeveer 90 euro.

## Toepassingen
Meestal worden op de harde schijf van een computer het besturingssysteem, de programma's en de gegevens van de gebruiker bewaard. Daarnaast kan een computer de harde schijf tijdelijk als geheugen gebruiken, wanneer er geen RAM meer over is. Linux doet dit door middel van een speciale swap-partitie, terwijl Windows de "pagefile" op de systeemschijf zet (of op een door de gebruiker gedefinieerde partitie). In Windows bestaat eveneens een zogeheten hibernate/hibernation-bestand, dat wordt gebruikt wanneer het systeem in slaapstand gaat. Daarin worden de gegevens opgeslagen die weer gebruikt worden om het systeem snel uit de slaapstand te halen.

## Constructie en interface

Perpendiculaire (loodrechte) opname.

De harde schijf heet hard omdat hij bestaat uit een of meer niet-flexibele ronde platen, in tegenstelling tot de flexibele floppy's die bij oudere minicomputers het enige opslagmedium waren. De platen zijn bedekt met een microndunne magnetiseerbare laag. Deze platen worden platters genoemd. Op een beweegbare arm, de actuator, zitten de lees- en schrijfkoppen. Die arm heeft een spoel die kan bewegen tussen sterke magneten. Door de spoel van meer en minder spanning (positief - negatief) te voorzien kan de arm zeer precies worden gestuurd. De informatie wordt met de koppen op de schijf gezet en weer teruggelezen. Omdat de kop hiervoor moet worden verplaatst en soms moet worden gewacht tot het juiste gedeelte van de schijf onder de kop doordraait, is de harde schijf een aantal ordes van grootte trager dan geheugen in geïntegreerde schakelingen. De opslagcapaciteit van harde schijven is de laatste decennia enorm toegenomen.
Vanwege de geringe omvang van de magnetische gebieden, ontstaat in moderne schijven het gevaar dat de magnetische toestand verloren kan gaan als gevolg van thermische effecten. Dit is een thermisch geïnduceerde magnetische instabiliteit, die bekendstaat als superparamagnetisme. Om dit tegen te gaan, worden de platters bedekt met twee parallelle magnetische lagen, gescheiden door een drieatoomlaag van het niet-magnetische element ruthenium. Daarnaast worden de twee lagen in tegengestelde richting magnetisch gemaakt, zodat een versterkend effect optreedt. Een andere technologie die wordt gebruikt om thermische effecten tegen te gaan, en een hogere opslagdichtheid te krijgen, is perpendiculaire (loodrechte) opname. Deze technologie werd vanaf 2007 in veel harde schijven gebruikt.
In 2004 werd een nieuw concept geïntroduceerd om de opslagdichtheid verder te verhogen. Hiervoor wordt opnamemateriaal gebruikt dat bestaat uit een combinatie van harde en zachte magnetische lagen.

## Aansluitmethoden

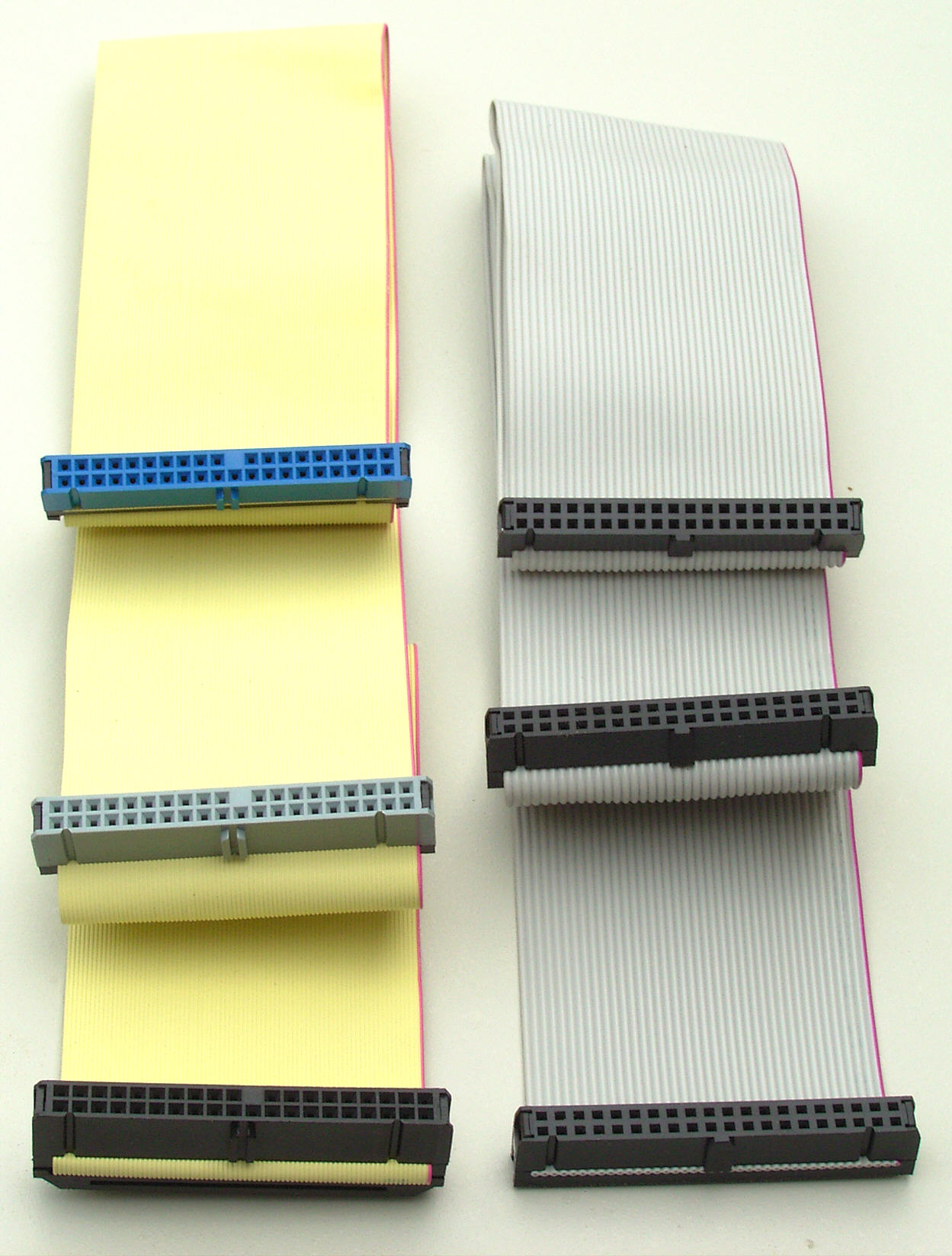
IDE-kabel

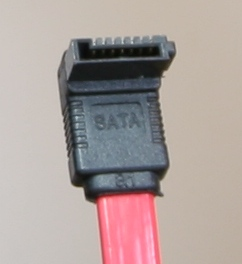
Serial ATA-kabel

De gebruikelijkste manieren om een harde schijf in een computer aan te sluiten zijn:
- ST-506, interface in de IBM PC XT en AT, hiervoor is een aparte harddiskcontrollerkaart nodig. Tot midden jaren 1990 in gebruik.
- Integrated Drive Electronics (IDE) of Parallel ATA (PATA). Dit is een verouderde standaard die tot 2004 werd gebruikt.
- Serial ATA (SATA). Vanaf 2004 wordt voornamelijk SATA gebruikt.
- SCSI. Dit is een verouderde standaard voor servers.
- Serial Attached SCSI (SAS). Dit wordt vanaf 2006 gebruikt in servers en is een verbeterde SCSI.

Harde schijven kunnen ook extern op de computer worden aangesloten. De gebruikte verbindingen zijn:
- Universal Serial Bus (USB).
- FireWire-poort (ook wel IEEE 1394 genoemd). Een verouderde standaard en in 2011 opgevolgd door Thunderbolt.
- iLink. Dit is een propriëtaire interface van Sony en lijkt op Firewire maar is niet daarmee compatibel.
- eSATA (external Serial ATA). Dit is officieel niet precies hetzelfde als de gewone SATA, maar vaak wordt een gewone interne SATA-poort ook als externe SATA-poort gebruikt. Bij korte kabels geeft dat geen problemen.
- Network-attached storage (NAS). Een harde schijf (of ook vaak meerdere) in een netwerk. Dat kan ook een draadloze NAS zijn, waarbij de harde schijf via wifi benaderd wordt.
- Direct-attached storage (DAS). Een direct verbonden externe opslageenheid. Het verschil is dat een DAS niet via een netwerk gegevens uitwisselt, maar een directe verbinding met een computer heeft.
- Storage area network (SAN) wordt bij grotere systemen toegepast.

Solid state drives (SSD) kunnen ook SATA- en SAS-aansluitingen hebben, maar sinds 2009 worden voor SSD's steeds meer andere aansluitingen ontwikkeld.

### Geschiedenis van aansluitmethoden
De oorspronkelijke pc heeft geen aansluitingen voor harde schijven. Een ISA-insteekkaart kon worden gebruikt, met daarop de elektronica om de harde schijf te besturen. Die insteekkaart of controller hoort bij een bepaald type harde schijf zoals ST506 of ESDI. Hierbij worden twee flatcables gebruikt; een brede voor de besturing van de harddisk en een smalle voor de data-overdracht.
Korte tijd bestonden er ISA-insteekkaarten met daarop een kleine harde schijf gemonteerd. De zogenoemde harde kaart.
Als vervolg op de ST506 kwam de IDE-aansluiting. De IDE-aansluiting was lange tijd de standaard en maakte een einde aan de onduidelijkheden. Een enkele flatcable werd gebruikt voor de gegevensoverdracht, en een stekker met +5 V en +12 V zorgde voor de voeding.
Bij een IDE-aansluiting kunnen op de brede kabel twee schijven worden aangesloten, een met het besturingsprogramma (Master), en een als Slave. Jumpers, kleine doorverbinders aan de achterzijde van de harddisk, geven aan of de schijf dienstdoet als alleen master, master met slave present, single of master en cable select.
Omdat de IDE-verbinding voor servers traag was, werd in servers vaak SCSI gebruikt als verbinding.
Om de snelheid van data-overdracht te vergroten, werd SATA ontwikkeld. Bij de SATA-aansluiting hoeft geen master of slave ingesteld te worden. Toch kan in het BIOS een harde schijf nog steeds als master of als slave gezet worden, om compatibel te zijn met de software.
Sommige desktop-computers hebben een slede voor een harde schijf. De verbinding is dan vaak een SATA-verbinding. Het voordeel daarvan is, dat gebruikers gemakkelijk van harde schijf kunnen wisselen, zonder de computerkast te hoeven openen.
In servers werd niet overgestapt naar SATA, maar werd de oude SCSI verbeterd en ook serieel gemaakt. Zo ontstond SAS. Er zijn wel uitzonderingen: Dell heeft servers die wel SATA ondersteunen. Hierbij is bijvoorbeeld te denken aan de Dell PowerEdge-servers (zoals de R200-serie).
Voor servers bestaan er verschillende systemen om meerdere harde schijven in rekken te plaatsen.
In 2009 zijn er al harde schijven met een optische interface via een glasvezel, maar het is niet duidelijk of dat een standaard zal worden.

## Memory in chip
Fabrikanten van harde schijven slaan vaak gegevens over mechanische problemen van de harde schijf op in een electrically erasable programmable read-only memory (EEPROM) in de controller. Om dergelijke gegevens op te vragen is een standaard ontwikkeld die S.M.A.R.T. (Self Monitoring Analysis and Reporting Technology) heet. Als gegevens nog leesbaar zijn, maar minder betrouwbaar, dan kan via S.M.A.R.T. een waarschuwing gegeven worden dat de harde schijf binnenkort stuk zou kunnen gaan.
Ook kunnen gegevens zijn opgeslagen zoals de maximale temperatuur die de schijf ooit heeft gehad.

## Indeling op harddisk

Diagram van een harde schijf.

Een harde schijf is in de fabriek geformatteerd (het zogenoemde low-level format) en is verdeeld in cilinders of tracks en sectoren. De gebruikersgegevens worden opgeslagen als een lange rij bits. De mappenstructuur van de schijf wordt bepaald door het bestandssysteem dat de conversie tussen mappen en bestanden enerzijds en bits anderzijds verzorgt.
De formattering op laag niveau verdeelt de schijf in sectoren, de kleinste eenheid die in één bewerking door een lees/schrijfkop kan verwerkt worden. Elke sector krijgt een uniek nummer, zodat de diskcontroller (het stuurorgaan van de harde schijf) straks weet hoe de koppen moeten worden gepositioneerd.
Recentere schijven hebben echter een complexe structuur, waarbij de buitenste sporen meer sectoren hebben dan de binnenste sporen. Bij deze schijven kan de low-levelformattering uitsluitend door de fabrikant worden uitgevoerd.
De low-levelformattering wordt gewoonlijk door de producent gedaan met formatteringsroutines die specifiek voor de betrokken harde schijf geschreven zijn. Indien andere routines gebruikt worden, bijvoorbeeld Calibrate of Spinrite, die op BIOS-niveau werken, kan de schijf definitief onbruikbaar worden.
Het kan zijn dat er tijdens het formatteren slechte plekken op de schijf of diskette worden gevonden. Dit noemt men beschadigde sectoren (bad blocks of bad sectors). Veel moderne harddisks constateren de slechte blokken automatisch en proberen ze door een speciaal gereserveerd blok te herstellen. Voor het besturingssysteem is dit niet zichtbaar.
Traditionele harde schijven lezen of schrijven gegevens aan een constant aantal bits per seconde, en het aantal sectoren is hetzelfde voor alle tracks. De dichtheid van de bits op het magnetisch materiaal (uitgedrukt in bijvoorbeeld bits per meter) is dan omgekeerd evenredig met de straal van de track, zodat aan de buitenkant van de schijf niet de volle capaciteit benut wordt. Daarom gebruiken recentere ontwerpen de techniek van zoned bit recording (bitregistratie in zones), ook wel multiple zone recording genoemd: tracks worden gegroepeerd in zones volgens hun afstand tot de as van de schijf, waarbij de tracks in verschillende zones een verschillend aantal sectoren kunnen bevatten.

## Maatvoeringen
De oorspronkelijke afmetingen van harde schijven waren gerelateerd aan de maten van floppy disk drives (FDD). Lengte en breedte kwamen overeen, de hoogte werd gevarieerd. De namen waaronder deze bekendstaan (de "form factor"), zoals 3,5" en 2,5", zijn nominaal, ze komen slechts bij benadering overeen met de werkelijke maten. Beide maten worden hieronder genoemd.
- Nominaal 5¼", dat is 133,35 mm, feitelijk 146,1 mm (lengte) × 41,4 mm (dikte) × 203 mm (breedte).
Deze maat, voor het eerst gebruikt door Seagate in 1980, was oorspronkelijk even hoog als een volledige hoogte van een toenmalige floppydrive met 5¼" diameter, namelijk 82,55 mm. Dit is bijna twee keer zo hoog als tegenwoordig wordt gebruikt voor cd- en dvd-drives: 41,4 mm ("halve hoogte") en al snel hadden ook harde schijven dit formaat. De Quantum Bigfoot-HDD was de laatste met deze lengte en breedte maar dan met "low-profile" (~25 mm) en "ultra-low-profile" (~20 mm) hoge versies.
- Nominaal 3½", dat is 88,9 mm, feitelijk 146 mm × 25,4 mm × 101,6 mm. 
Deze kleinere maat was oorspronkelijk 41,4 mm hoog maar is tegenwoordig vervangen door de variant van 25,4 mm en wordt gebruikt in de huidige desktopcomputers.
- Nominaal 2½", dat is 63,5 mm, feitelijk 69,85 mm × 9,5 mm × 100 mm. 
Deze kleinere maat is geïntroduceerd door PrairieTek in 1988; er is geen corresponderende FDD. Het is de meest gebruikte maat in mobiele apparaten, met name laptops. Ook wordt dit formaat steeds meer in (rack-mounted) servers gebruikt. In een 1u-server passen meestal maar twee 3,5"-schijven, tegenover vier 2,5"-schijven. Vandaag de dag is de meest voorkomende hoogte 9,5 mm, maar er bestaan ook varianten van 19 mm, 17 mm, 12,5 mm, 7 mm en 5 mm.
- Nominaal 1,8", dat is 45,72 mm, feitelijk 71 mm × 8 mm × 54 mm. 
Deze maat is oorspronkelijk geïntroduceerd door Integral Peripherals in 1993. Hij wordt gebruikt in digitale audiospelers en subnotebooks. Dit formaat is populair in iPods en andere mp3-spelers met een harde schijf.
- Nominaal 1", dat is 25,4 mm, feitelijk 42,8 mm × 5 mm × 36,4 mm. 
Deze maat is geïntroduceerd in 1999 als IBM's Microdrive en past in een CF Type II slot. Samsung noemt dezelfde maat "1,3"" in hun productliteratuur.
- Nominaal 0,85", dat is 21,59 mm, feitelijk 32 mm × 5 mm × 24 mm. 
Toshiba kondigde deze vormfactor aan in januari 2004 voor gebruik in mobiele telefoons en soortgelijke apparaten, inclusief met SD/MMC-slot-compatibele HDD's geoptimaliseerd voor video-opslag op 4G-apparaten. Toshiba verkocht versies van 4 GB (MK4001MTD) en 8 GB (MK8003MTD) en heeft het Guinness World Record voor de kleinste harde schijf.

De kleinere maten 1" en 0,85" zijn bezig te verdwijnen vanwege de komst van solid-state disks (flash-disks).
In 1999 werd door IBM de Microdrive op de markt gebracht, een zeer kleine (42 × 36 mm) en platte (5 mm) harde schijf van 170 en 340 megabyte, die als CompactFlash-kaart in een laptop, pda of digitale camera gestoken konden worden. Deze harde schijven zijn net als de andere schijfformaten gestaag in capaciteit gegroeid, 4 en 6 gigabyte-varianten worden (in 2005) gebruikt in mp3-spelers, zoals de iPod.

## Partitioneren
Harddisks kunnen worden opgedeeld in meerdere partities. Daarvoor kunnen diverse redenen zijn:
- Gegevens zoals documenten kunnen zo worden gescheiden van het besturingssysteem, zodat het besturingssysteem makkelijker te vervangen is zonder gegevensverlies;
- Partities zijn meestal nodig om meerdere besturingssystemen op één harddisk te installeren;
- Partities zijn nodig als men meerdere bestandssystemen, zoals FAT en NTFS, naast elkaar wil gebruiken.
- Sommige fabrikanten gebruiken een herstelpartitie, zodat het apparaat terug te brengen is in de staat zoals het apparaat werd gekocht.

Er zijn diverse programma's om harddisks te partitioneren. Bij het partitioneren kunnen de gegevens op de harddisk verloren gaan. Het is daarom zeer raadzaam om voor het partitioneren eerst een back-up te maken.

## Fragmentatie

Een schematische voorstelling van een bestandssysteem dat gedefragmenteerd wordt.

Omdat bestanden meestal groter zijn dan een sector en de vrije sectoren in de loop van de gebruikstijd verspreid over de schijf komen te liggen, zal fragmentatie optreden. Bij fragmentatie zal een bestand niet in aaneengesloten sectoren worden opgeslagen, maar het bestand zal worden verdeeld over de vrije ruimtes. Dit heeft tot gevolg dat de leeskop vaker naar een track en/of sector moet zoeken en de benodigde tijd voor lezen en schrijven toeneemt. Verschillende bestandssystemen zijn meer of minder gevoelig voor fragmentatie. Het proces om bestanden weer aaneengesloten op een harde schijf te plaatsen, heet defragmentatie.
Sommige database-systemen maken niet gebruik van een bestandssysteem en schrijven de data als bits weg op de juiste plaats op de harde schijf. Dit verbetert de prestaties, die met een RAID-configuratie nog verhoogd worden.

## Adressering
Een computerprogramma dat een schijf leest of beschrijft, zal meestal werken met bestanden. Het besturingssysteem bepaalt waar het bestand zich bevindt. Uiteindelijk wordt er een sector van de schijf gelezen of beschreven.
Het BIOS bevat routines om een sector van de schijf te lezen of te beschrijven. Ze kunnen worden aangeroepen met INT 0x13.

### Cilinder, kop, sector
De oudste schijven kunnen geadresseerd worden met drie bytes, namelijk voor cilinder, kop en sector. In INT 0x13 (functie 0x02 en 0x03) geeft men dan op:
| Register | waarde                                                  |
| -------- | ------------------------------------------------------- |
| DL       | schijf (harde schijven hebben nummers 0x80, 0x81, enz.) |
| CH       | cilinder, genummerd vanaf 0                             |
| DH       | kop, genummerd vanaf 0                                  |
| CL       | sector, genummerd vanaf 1                               |

Dit biedt ruimte voor een schijf met 256 koppen, wat erg veel is, en 256 cilinders, wat spoedig erg weinig bleek te zijn. Daarom werd besloten bits van het cilindernummer bij de kop en de sector op te nemen:
| Register     | waarde                                   | maximaal aantal |
| ------------ | ---------------------------------------- | --------------- |
| DL           | schijf                                   | 128             |
| CH           | bits 7-0 van cilinder, genummerd vanaf 0 | 1024            |
| CL, bits 7-6 | bits 9-8 van cilinder                    | 1024            |
| DH, bits 7-6 | bits 11-10 van cilinder                  | 1024            |
| DH, bits 5-0 | kop, genummerd vanaf 0                   | 64              |
| CL, bits 5-0 | sector, genummerd vanaf 1                | 63              |

### LBA
Ook dit was spoedig onvoldoende. De volgende generatie schijven werd uitgerust met LBA (logical block addressing). De schijf presenteert zich als een schijf met 1024 cilinders, 32 koppen en 63 sectoren en de controller van de schijf rekent deze waarden om naar de werkelijke waarden: meer cilinders en minder koppen. Bovendien heeft de schijf wellicht meer sectoren langs de rand van de schijf, zodat er geen vast aantal sectoren meer is. De controller zorgt daarvoor.

### Doorlopend volgnummer
De adressering van de vorige paragraaf biedt ruimte voor maximaal 2 GiB. Moderne schijven zijn veel groter. Om eens en voor altijd een oplossing te geven, werd besloten de sectoren sequentieel te nummeren. De programmering wordt daardoor vereenvoudigd: men hoeft niet meer een volgnummer op te delen in cilinder, kop en sector. De sectoren kregen een volgnummer van 64 bits.
Er waren nu nieuwe functies (0x42 en 0x43) nodig in INT 0x13. De functies 0x02 en 0x03 zijn dus verouderd. Aan de functies wordt een volgnummer van 64 bits meegegeven, wat ruimte biedt voor schijven die bijna tien miljard keer zo groot zijn als de huidige schijven van 1 TiB.
Een probleem is echter nog de standaard in de partitietabellen (zie MBR) waarin schijven van maximaal 4 TiB worden ondersteund.

## Betrouwbaarheid
Gegevens die op de harde schijf zijn opgeslagen, blijven over het algemeen minstens 10 jaar intact.
De betrouwbaarheid wordt voor een deel bepaald door het merk en de serie. Sommige series harde schijven blijken in de praktijk veel meer uitval te hebben dan andere. Dit heeft in het verleden geleid tot de ondergang van enkele merken van harde schijven.
Vroeger had de temperatuur van de harde schijf grote invloed op de levensduur. Toen gold de vuistregel dat de levensduur zou halveren bij iedere 10 graden meer. Tegenwoordig zijn harde schijven voor desktop-computers echter geoptimaliseerd om te werken tussen 30 en 40 graden. Harde schijven voor in een laptop zijn soms geschikt tot 60 graden, en kunnen jarenlang op 50 graden blijven werken.
Om harde schijven in een desktop-computer niet te warm te laten worden, zijn er speciale behuizingen en ventilatoren om harde schijven te koelen. Voor laptops zijn er koelers met ventilatoren die onder de laptop geplaatst worden.
De mechanische constructie is tegenwoordig ook veel beter dan bij harde schijven van voor 1995. Maar vooral mechanische schokken tijdens gebruik kunnen nadelig zijn. Tegenwoordig is, met name in harde schijven van laptops, een valbeveiliging ingebouwd die de koppen onmiddellijk parkeert bij versnelling of schokken.
Om gegevensverlies bij een falende schijf te beperken kunnen meerdere schijven in een redundant array of independent disks (RAID) configuratie gebruikt worden.

## Geluid
Een harde schijf produceert de volgende geluiden:
- Een laagfrequente trilling door het ronddraaien van de schijven. Deze is meestal niet hoorbaar, maar wel te voelen als een aangesloten harde schijf los in de hand wordt gehouden.
- Geruis door het ronddraaien van de schijven. Dit geluid is vooral bij oude harde schijven goed hoorbaar, maar is meestal niet hinderlijk. Sinds 2002 hebben vrijwel alle harde schijven vloeistoflagers, waardoor dit geluid sterk is verminderd.
- Een hoge toon door het ronddraaien van de schijven en door de trilling die de motor veroorzaakt. Deze hoge toon wordt meestal luider als er onbalans is, bijvoorbeeld wanneer de harde schijf gevallen is. Ook wordt deze toon luider in de loop van de jaren. Wanneer deze toon plotseling toeneemt en in de loop van weken of maanden nog sterker wordt, kan dit duiden op onbalans van de schijven en kan de harde schijf minder betrouwbaar worden. De kast van de computer kan dit geluid versterken.
- Een grommend/reutelend geluid van de arm waarop de lees/schrijfkop zich bevindt. Dit is alleen te horen als de harde schijf gegevens moet verwerken. Dit geluid kan soms versterkt worden door de computerkast, vooral als die van dun metaal gemaakt is. Sinds 2000 hebben de meeste harde schijven mogelijkheden om dit geluid te verminderen. De arm met de lees/schrijfkop wordt dan minder snel heen en weer bewogen. Het nadeel hiervan is dat de data minder snel opgevraagd kunnen worden. Dit komt simpelweg doordat de arm met de lees/schrijfkop minder snel bij de plaats van bestemming is.

Er bestaan verschillende manieren om de geluiden te verminderen, bijvoorbeeld door de harde schijf niet tegen het metaal van de computer aan te schroeven, maar dat via rubbertjes te doen.

## De harde schijf afdanken of repareren
Bij meerdere onderzoeken bleek in 2005 dat harde schijven die tweedehands worden aangeboden, in meer dan de helft van de gevallen nog persoonlijke gegevens bevatten. Dat kan gaan om e-mailgegevens, maar ook om creditcardnummers of andere vertrouwelijke gegevens.
Het wordt dan ook dringend aangeraden gegevens grondig te verwijderen voordat men een schijf afdankt. Zonder meer verwijderen van bestanden is onvoldoende, want daarmee worden alleen de indexen (of zelfs alleen de partitietabel) verwijderd zodat veel gegevens nog teruggehaald kunnen worden. Volledig wissen (alle sectoren wissen) is veiliger, maar volgens sommigen zijn ook dan de gegevens met gespecialiseerde apparatuur nog te herstellen.
Het kan een probleem zijn als een schijf voor reparatie ingestuurd moet worden, aangezien een defecte schijf niet zelf gewist kan worden. Erger: vaak wordt de schijf niet direct gerepareerd maar omgeruild, en na reparatie wordt de schijf (als 'refurbished') aan een andere klant gegeven. Nu valt te verwachten dat een fabrikant wel iets beters te doen heeft dan een ingestuurde schijf te onderzoeken op achtergebleven gegevens, en bovendien zal een scrupuleuze fabrikant de schijf grondig wissen, voordat hij opnieuw in omloop wordt gebracht. Bevat een schijf echter zeer vertrouwelijke gegevens, dan kan men beter van reparatie afzien.

### Gegevens wissen van de harde schijf
Op een FAT-schijf onder DOS en versies van Microsoft Windows tot en met 3.11 wordt als 'verwijderd'-markering de eerste letter van de naam van het bestand vervangen door een teken (hexadecimaal E5), en de gegevensblokken die het bestand bezette worden als "vrij" gemarkeerd. De gegevens van het bestand staan echter nog steeds op de harde schijf en zijn met speciale (data recovery-)programma's terug te vinden, zolang ze maar niet overschreven worden.
Een harde schijf bevat in tegenstelling tot een bandrecorder geen wiskop. De oude magnetische gegevens worden dus niet eerst gewist, maar de nieuwe informatie wordt eroverheen geschreven. Daardoor wordt de nieuwe magnetische informatie nog enigszins beïnvloed door de vorige informatie. Dit is normaal gesproken geen enkel probleem, omdat de elektronica van de harde schijf het altijd naar de correcte bit (een "1" of een "0") vertaalt.
Volgens het Amerikaanse NIST, Special Publication 800-88, en ook het Duitse BSI, kunnen harde schijven effectief 'geschoond' worden door de gegevens een maal te overschrijven. Diverse studies hebben dat aangetoond. Volgens de studie Overwriting Hard Drive Data: The Great Wiping Controversy is de kans dat een byte (één karakter) juist wordt geïnterpreteerd, met MFM (Magnetic Force Microscopy) 0,97% voor een in gebruik zijnde harde schijf. Het zou een forensisch expert circa 3,8 miljoen jaar kosten om een harde schijf van 100 GB volledig te beoordelen. Een andere wijze van datavernietiging is het mechanisch versnipperen of doorboren van de harde schijf. Dit heeft echter tot gevolg dat er een afvalstroom ontstaat en de computer waaruit de harde schijf is verwijderd, veelal nagenoeg geen restwaarde meer heeft. Met de wetenschap dat een eenmalige overschrijving van de harde schijf veilig is, kunnen organisaties zowel economisch als maatschappelijk verantwoorde beslissingen nemen over de juiste wijze van datavernietiging.

## Andere opslagmedia met roterende schijven
Naast de harde schijf bestaan er ook andere ronddraaiende opslagmedia waarop informatie kan worden gelezen en/of geschreven: bijvoorbeeld diskettes, cd-roms, cd-r's, dvd's, zipdisks, jazdisks, bernouillidrives, hd-dvd's, blu-raydisks enzovoort. De prijs per gigabyte kan erg verschillen doordat sommige zojuist genoemde producten nieuw/nieuwer zijn dan de andere producten.

## Toekomst
Gedurende een relatief lange periode, ruwweg de jaren 1980 tot halfweg de jaren 1990, hield de kostendaling van hardeschijfgeheugen gelijke tred met de kostendaling van halfgeleidergeheugen (chips). De gemiddelde benodigde oppervlakte om een bit op te slaan (in vierkante micrometer) was merkwaardig genoeg ongeveer gelijk:
|      | harde schijf | halfgeleider |
| 1980 | 52           | 50           |
| 1987 | 18           | 20           |
| 1990 | 7            | 10           |
| 1994 | 1,29         | 2,5          |

Vanaf 1991 ontstond de solid-state drive (SSD) die ongeveer 10 keer sneller is met lezen en schrijven dan een conventionele harde schijf. Moderne SSD's hebben een toegangstijd van amper 0,1 milliseconde, dit kan de opstartsnelheid van een computer significant versnellen. Een SSD heeft echter een hogere prijs per gigabyte dan de conventionele harde schijf, hoewel de prijzen vanaf 2010 drastisch zijn gedaald. 
Kleine netbooks hebben vaak geen harde schijf meer, maar een vorm van flashgeheugen. Het flashgeheugen kan in de vorm van een vervangbare SSD zijn, maar het geheugen kan ook direct in de netbook gesoldeerd zijn.
Voor grote hoeveelheden gegevensopslag is de harde schijf voorlopig nog onmisbaar, aangezien de SSD's met grotere capaciteiten relatief duurder zijn. Pas als de SSD's van grotere capaciteit betaalbaar worden, of als er nieuwe goedkopere technieken worden uitgevonden om nog meer gegevens op te kunnen slaan voor een lagere prijs dan de SSD, zal de harde schijf wellicht verdwijnen.

## Trivia
- Op 13 september 2006 bestond de harddisk vijftig jaar. De eerste schijf van dit type (de RAMAC van IBM) had een capaciteit van 5 MB en woog ongeveer 1000 kg. Omgerekend betekent dit een gemiddelde volumetoename van ongeveer 47 procent per jaar.
- In augustus 2006 kondigde Hitachi aan datzelfde jaar harde schijven van 3,5 inch met een capaciteit van 1 terabyte te gaan produceren.
- Begin april 2007 werd de eerste harde schijf met een capaciteit van 1 terabyte gespot in een winkel in Japan. De schijf bestaat uit vijf schijven van 200 GB, draait met 7200 toeren per minuut en heeft 32 MB cachegeheugen aan boord. Medio 2007 zijn schijven van 1 terabyte verkrijgbaar in de computerwinkels. Sinds begin februari 2009 zijn er ook de eerste schijven van 2 TB (2048 GB) verkrijgbaar, die bestaan uit 4 schijven van 512 GB. Sinds maart 2011 worden ook schijven van 3 TB aangeboden.
- Eind oktober 2011 zijn de prijzen van harde schijven fors gestegen door tekorten op de markt die zijn ontstaan door de zware overstromingen in Thailand, een van de grootste exporteurs van harde schijven. Dit had tot gevolg dat de prijzen hoog bleven tot medio derde kwartaal 2012.
- In het laatste kwartaal van 2012 was de eerste harde schijf van 4 TB (4096 GB) verkrijgbaar in de computerwinkels.
- Sinds juni 2014 zijn er harde schijven van 6 TB (6144 GB) te koop in Europa, sedert begin maart/april 2015 van 8 TB (8192 GB).
- Vanaf begin 2018 zijn er schijven van 12 TB.
- Sedert begin 2019 zijn er schijven van 14 TB.
- Sinds de 2de helft van 2019 zijn er schijven van 16 TB.
- Medio 2020 verschenen de eerste harde schijven van 20 TB.
- Begin 2022 werden de eerste schijven met een capaciteit van 22 TB geleverd.[11]